# Рашинари
Рашинари (рум. Răşinari) насеље је у Румунији у округу Сибињ у општини Рашинари. Oпштина се налази на надморској висини од 580 m.

## Историја
У месту је живело много избеглих Срба из Баната, након пропасти великог устанка 1594. године. У том насељу надомак града Сибиња које се сматра за једно од средишта румунског препорода, било је у 18. и 19. веку доста Срба.
За народни препород преосталих православаца Румуна заслужан је и поп Сава Поповић, порумуњени Србин, свештеник - месни парох и историчар. Он је син старог проте Комана Бирсана (1699-1804), којег је митрополит Кириловић поставио за "свог" проту у Рашинару, за Рашинарски протопрезвират. Презиме родоначелника "Бирсан" или "Барсан" делује "несрпски", јер је изведено од државе "Барсај", како су тај део Трансилваније са Брашовом називали Власи. Право породично (српско) порекло породице Поповић из Рашинара, која је иначе дала шест православних свештеника, остало је прикривено до 1735. године. Његов - Савин сродник (деда?) имењак поп Сава Поповић "старији" (1735-1808), бавио се преписивањем старих црквених рукописа. Сава "млађи" Барцијану (1814-1879) је био много образованији и самим тим ангажованији; није му била препрека то што је знао да је Србин (бивши Србин!), да би деловањем постао познат као велики идеолог румунске нације. Писао је књиге којима је доказивао римске корене у Румуна, као и уџбенике за школе. Касније је постао саветник и пратилац Андреја Шагуне (1809-1873), порумуњеног Цинцарина, првог румунског митрополита, након канонског одвајања православних Румуна од Срба 1864. године. У близини православне цркве Св. Тројице у Рашинарима је Шагунин маузолеј у којем је сахрањен 1873. године
Ердељски епископ Дионизије Новаковић је имао резиденцију у Рашинарима, 1761-1767. године. Он је изабрао за резиденцију Сибињ уместо Брашова, где је изнајмио две куће. Међутим шеф поштанске службе му је у његовом одсуству преотео станове. Тако је присилио српског владику да се пресели у оближњи Рашинари, где је изнајмио сеоску кућу. Позвао је владику Дионизија,SIRUTA код себе рашинарски парох поп Сава Поповић, Србин. Државне власти су толерисале то насиље свог чиновника. Секретар Новаковићев, али и потоњих црквених поглавара био је учени Димитрије Еустатијевић. Епископска катедрална црква у месту је пре била посвећена Св. пророку Илији, а сад је Св. Параскеви. Након повратка у Будим, његови наследници су имали до 1796. године столицу у Сибињу. Никитић Гедеон (1736-1788) дошао је из Будима у Сибињ-Рашинари, за српског епископа.
У Рашинару је рођен "зограф Стан", аутор више иконостаса у Ердељу и Банату током 18. века. Стан(ко) и његов брат Јаков (такође иконописац) били су синови свештеника Раду(ла) у Рашинари.
Место су одувек чинила два засеока: Прислоп и Рашинари. У оба су биле школе које су основали свештеници Поповићи. Ту је била 1868. године једна од шест главних румунских школа у Ердељу.
По државном шематизму православног клира Угарске у месту Рашинари била су 1846. године пет свештеника. Били су то пароси: поп Петру Броћа, поп Даниел Поповић, поп Јован Дрок, поп Сава Поповић и поп Јован Брату. Број православних породица износио је 1075. Свештеник поп Сава Поповић је био поменути порумуњени Србин; остатак бројне српске популације. Три генерације српских свештеника Поповића је ту живело и службу вршило стотину година. Стари поп Данил (у шематизму - Даниел!) је поживео 105 година (1788-1876), и бавио се писањем. Али син, учени поп Сава Поповић Барчану (1814—1879) парох-капелан и учитељ се "порумунио". Зна се да је име добио по српском Светитељу Сави. Завршио је гимназију у Сибињу (1828-1833), па филозофију у Клужу (1833-1835). Постао је професор румунско-немачки у главној румунској основној школи у месту. Објавио је румунско-немачки речник за румунске школе.
Из тог места потиче и јеромонах Јоаникије Сербу (Србин) калуђер манастира Партоша 1775. године. За њега је записано да говори влашки (румунски) и "нешто српски".

## Знаменити Рашинари
- Емил Сиоран, (1911-1995) румунски филозоф и есејист, живео у Паризу, где је и умро
- Октавијан Гога, (1881-1938) румунски песник и политичар, председник Владе Краљевине Румуније (1937-1938)

## Становништво
Према подацима из 2002. године у насељу је живело 5529 становника.

### Попис2002.
| Расподела становништва по националности 2002.‍ | Расподела становништва по националности 2002.‍ | Расподела становништва по националности 2002.‍ | Расподела становништва по националности 2002.‍ | Расподела становништва по националности 2002.‍ |
| --------------------------------------------- | --------------------------------------------- | --------------------------------------------- | --------------------------------------------- | --------------------------------------------- |
|                                               |                                               |                                               |                                               |                                               |
| Румуни                                        | Румуни                                        |                                               | 5.239                                         | 94,8%                                         |
| Мађари                                        | Мађари                                        |                                               | 3                                             | 0,1%                                          |
| Роми                                          | Роми                                          |                                               | 282                                           | 5,1%                                          |
| Немци                                         | Немци                                         |                                               | 3                                             | 0,1%                                          |

### Хронологија
| Година       | 1992 | 1993 | 1994 | 1995 | 1996 | 1997 | 1998 | 1999 | 2000 | 2001 | 2002 | 2003 | 2004 | 2005 | 2006 | 2007 | 2008 | 2009 | 2010 | 2011 | 2012 | 2013 | 2014 | 2015 | 2016 | 2017 |
| ------------ | ---- | ---- | ---- | ---- | ---- | ---- | ---- | ---- | ---- | ---- | ---- | ---- | ---- | ---- | ---- | ---- | ---- | ---- | ---- | ---- | ---- | ---- | ---- | ---- | ---- | ---- |
| Становништво | 5874 | 5781 | 5730 | 5665 | 5613 | 5602 | 5537 | 5512 | 5509 | 5535 | 5582 | 5605 | 5625 | 5666 | 5677 | 5692 | 5720 | 5745 | 5756 | 5755 | 5756 | 5781 | 5773 | 5753 | 5741 | 5740 |